# Roman Łucenko
Roman Wasylowycz Łucenko (ukr. Роман Васильович Луценко; ur. 20 stycznia 1985, w Głuchowie, w obwodzie sumskim) – ukraiński piłkarz, grający na pozycji pomocnika.

## Kariera piłkarska

### Kariera klubowa
Wychowanek DJuSSz w Głuchowie, a potem RUFK Kijów, barwy którego bronił w juniorskich mistrzostwach Ukrainy (DJuFL). Potem występował w juniorskiej drużynie Torpedo-Metałłurg, który potem zmienił nazwę na FK Moskwa. W 2004 rozpoczął karierę piłkarską w Nywie Winnica. W następnym roku po reorganizacji Nywy został piłkarzem FK Berszad. W 2006 przeszedł do Czornomorca Odessa, w podstawowej jedenastce którego 6 maja 2006 rozegrał pierwszy mecz w Wyższej lidze. W 2007 występował w MFK Mikołajów. W 2008 podpisał kontrakt z Metałurhiem Zaporoże. Po zakończeniu sezonu 2008/09 Metałurh zrezygnował z usług piłkarza.

### Kariera reprezentacyjna
Występował w studenckiej reprezentacji Ukrainy.

## Sukcesy i odznaczenia

### Sukcesy reprezentacyjne
- mistrz Uniwersjady: 2007

### Odznaczenia
- nagrodzony tytułem Mistrza Sportu Klasy Międzynarodowej: 2007